# 阿部武司
阿部 武司（あべ たけし、1952年5月29日 - ）は、近代日本経済史学者。経済学博士（東京大学・論文博士・1988年）（学位論文「戦間期日本における産地綿織物業の発展」）。大阪大学経済学部教授を経て、国士舘大学政経学部経済学科教授。

## 来歴
東京都杉並区出身。1976年東京大学経済学部卒、82年東京大学大学院経済学研究科単位取得退学、東京大学社会科学研究所助手。1985年筑波大学社会科学系講師。1988年大阪大学経済学部助教授。1988年「戦間期日本における産地綿織物業の発展」で経済学博士（東京大学）の学位を取得。1994年教授。2014年国士舘大学政経学部経済学科教授。

## 受賞歴
- 1997年 - 中小企業研究奨励賞
- 2025年 - 日本学士院賞[1]

## 著書
- 『日本における産地綿織物業の展開』東京大学出版会、1989
- 『近代大阪経済史』大阪大学出版会 大阪大学新世紀レクチャー、2006
- 『日本綿業史──徳川期から日中開戦まで』名古屋大学出版会、2022

### 共編
- 『朝倉毎人日記』小風秀雅、大豆生田稔共編 山川出版社 1983 - 91、近代日本史料選書
- 『日本経済史 4 産業化の時代 上』西川俊作共編 岩波書店、1990
- 『日本経営史 2 経営革新と工業化』宮本又郎共編 岩波書店、1995
- 『日本経営史 江戸時代から21世紀へ』宮本又郎,宇田川勝、沢井実、橘川武郎共著 有斐閣、1995
- 『近代日本における企業家の諸系譜』竹内常善、沢井実共編 大阪大学出版会、1996
- 『中村隆英 昭和を生きる 一エコノミストの回想』（伊藤修と聞き手）東洋経済新報社、2000
- 『大阪大学の歴史』高杉英一、菅真城共編著 大阪大学出版会 大阪大学新世紀レクチャー、2009
- 『講座・日本経営史 第2巻 産業革命と企業経営 1882～1914』中村尚史共編著 ミネルヴァ書房、2010
- 『東洋のマンチェスターから「大大阪」へ 経済でたどる近代大阪のあゆみ』沢井実共著 大阪大学出版会 大阪大学総合学術博物館叢書、2010
- 『織物からアパレルへ 備後織物業と佐々木商店』山崎広明共著 大阪大学出版会、2012
- 『繊維産業』平野恭平共著 日本経営史研究所 産業経営史シリーズ、2013
- 『通商産業政策史、1980 - 2000 第2巻 通商・貿易政策』編著 通商産業政策史編纂委員会編 経済産業調査会、2013

### 翻訳
- 『GHQ日本占領史 第49巻 繊維工業』日本図書センター、1998
- ジャネット・ハンター『日本の工業化と女性労働 戦前期の繊維産業』谷本雅之共監訳 有斐閣、2008